# رنده

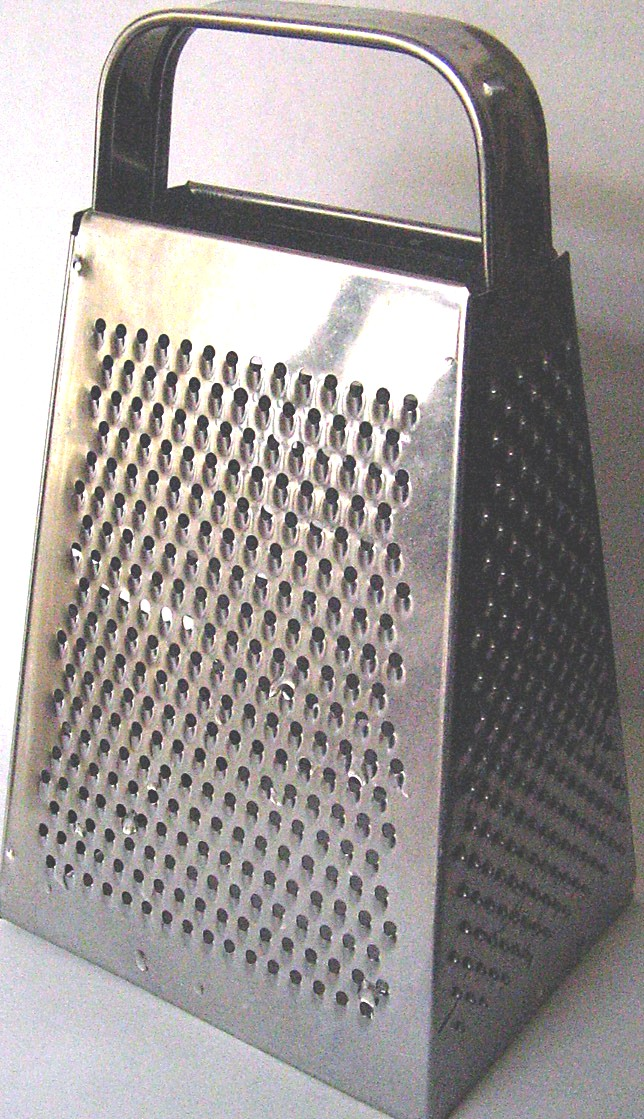
یک رنده معمولی آشپزی

رنده یکی از وسایل آشپزی است که برای خرد کردن مواد غذایی به قطعات ریز بکار می‌رود. کاربرد آن بیشتر در رنده کردن مواد غذایی مانند پیاز، سیر و پنیر است. هدف از رنده کردن خوردنی‌ها، پخش یکسان آن‌ها در همه خوراک است.

## موسیقی
در جامائیکا و بلیز از رنده نارگیل به عنوان ساز به همراه طبل، فیفه، و دیگرسازها (و گاهی به همراه منتو) برای اجرای مراسم کومینا و جونکانو استفاده می‌شود.

## تاریخچه
رنده پنیر را یک فرانسوی در دهه ۱۵۴۰ (میلادی) به نام François Boullier اختراع کرد تا نشان دهد که می‌توان همچنان از پنیر سفت‌شده استفاده کرد.

## نگارخانه

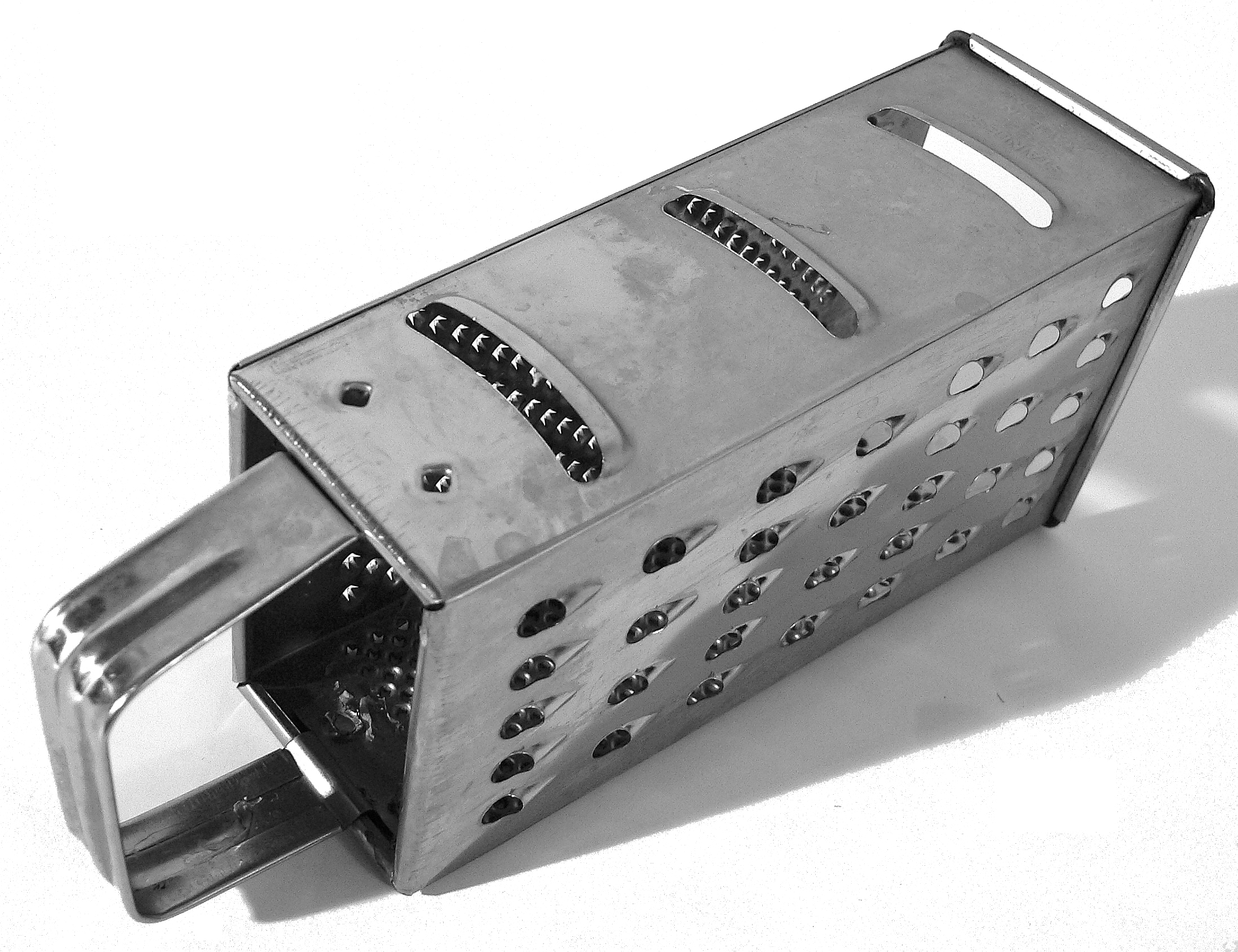